# Adèle Esquiros
Pour les articles homonymes, voir Battanchon et Esquiros.
Adèle Esquiros, née Battanchon le 12 décembre 1819 à Paris et morte le 22 décembre 1886 dans la même ville, est une journaliste et écrivaine féministe française.

## Biographie
Adèle Battanchon est la fille de Marie-Rose Rouvion (rentière morte en 1844) et de Pierre-François Battanchon (étudiant en médecine mort en 1860). Elle naît en 1819, tandis que le couple se marie en 1822.
Poétesse, apôtre lyrique, elle a été l’une des amazones brillantes de la période romantique. Institutrice et poétesse, elle fait la connaissance d'Alphonse Esquiros, un écrivain romantique converti au socialisme et aux idées républicaines, qu’elle épouse, à Paris, le 7 août 1847. Ils écriront en commun une Histoire des amants célèbres en feuilleton pour les Veillées littéraires de 1847 et 1848, critique ouvertement féministe des cultures antiques et étrangères, avant leur séparation, en 1850,.
Enchaînant vers romans et études philosophiques, l’ardeur de son esprit éclate dans ses ouvrages d’un lyrisme exalté tournant autour de l’amour : Histoire des amants célèbres, L’Amour, Les Amours étranges, Les Marchandes d’amour, Les Vierges sages, Les Vierges folles, Les Vierges martyres, Regrets, souvenir d'enfance. Ces œuvres ont été suivies d’une satire imprévue de la part d’une femme : Un vieux bas-bleu. Son féminisme apparaît néanmoins dans sa réponse à L'Amour de Jules Michelet  (1860).

Pendant la Deuxième République, elle est une membre active du Club des femmes fondé en avril 1848 et de la Société de l'éducation mutuelle des femmes, fondée en août 1848, avec Jeanne Deroin, Eugénie Niboyet et Désirée Gay. Avec Eugénie Niboyet et Louise Colet, elle est à l’origine de deux journaux féministes, La Voix des femmes (1848), puis L'Opinion des femmes,. Voulant aussi avoir son journal, elle a fondé La Sœur de charité, qui n’a eu qu’un seul numéro. Le but de ce journal éphémère est indiqué dans cet exposé d’un projet philanthropique, signé Caroline l’Étendard : 

« Le dimanche, la femme seule et pauvre n’a pas d’autre plaisir que de pleurer à son aise : il y aura dans l’association que je propose, le dimanche, des réunions où l’on s’évertuera à se rendre utiles et agréables les unes aux autres. »

Elle est membre du Comité de vigilance du 18e arrondissement durant le siège puis la Commune de Paris à laquelle elle participe. Elle écrit pour le journal d'Auguste Blanqui La Patrie en danger, qui paraît de septembre à décembre 1870.
Membre de la Société des gens de lettres, elle meurt en 1886, aveugle, paralysée, pauvre, avec pour seuls revenus une pension de 500 francs que lui faisait la Société des gens de lettres et une pension de 800 francs que lui valait sa qualité de veuve de représentant du peuple. À sa mort, elle ne laisse un actif que de 1 827 francs. La Société des gens de lettres a voté une somme de 150 francs pour ses frais d’obsèques.

## Œuvres
- Le Fil de la Vierge, Paris, V. Bouton, 1845, 70 p.
- Histoire des amants célèbres (avec Alphonse Esquiros), Paris, bureau des publications nationales, 1847.
- Regrets. - Souvenirs d'enfance. - Consolation. - Jalousie (avec Alphonse Esquiros), Paris, imprimerie de Bénard, 1849, 2 p.
- « Un vieux bas-bleu », dans Les Veillées littéraires illustrées, t. II, Paris, J. Bry ainé, 1849 (lire en ligne sur Gallica).
- Les Amours étranges, Paris, A. Courcier, 1853, IV-349 p.
- « Une vie à deux », par Alphonse Esquiros. « La Course aux maris », « la Nouvelle Cendrillon », « l'Amour d'une jeune fille », « l'Échoppe du père Mitou », par Adèle Esquiros, Paris, Lécrivain et Toubon, 1859, 48 p.
- L'Amour, Paris, 1860, 107 p.
- Histoire d’une sous-maitresse, Paris, Eugène Pick, 1861, 138 p., in-18 (OCLC 1441643317, lire en ligne sur Gallica).
- Les Marchands d’amour, Paris, Eugène Pick, 1865, 224 p.